# تي-بين
فهيم رشيد نجم (بالإنجليزية: Rasheed Faheem Najm) (ولد في 30 سبتمبر 1985 بتلاهاسي، فلوريدا) المعروف أكثر باسمه الفني تِ-بين(بالإنجليزية: T-Pain)، هو مغني منتج ومؤلف هيب-هوب أمريكي; وعضو سابق في مجموعة «تالاهاسي لوف» كما أنه ساهم كثيرا في نحت طريق فني خاص به بالغناء عبر نغمة صوتية معدلة ببرنامج «أوتو تيون» الإلكتروني التي استخدمها على نطاق واسع.
تي-بين هو مؤسس شركة Nappy Boy للتسجيل التي انشئت في عام 2005

## النشأة
ولد نجم في تالاهاسي، فلوريدا في 30 سبتمبر 1985، اسمه هو اختصار لـ (Tallahassee Pain)، والذي اختاره بسبب المصاعب التي مر بها في حياته وقد تربي نجم في منزل مسلم، ولكنه صرح عن عدم اهتمامه بشأن مفهوم الدين. حين كان في الثالثة من عمره حصل على أول عمل موسيقي له، وفي سن العاشرة جعل نجم غرفة نومه إلى استوديو الموسيقى وذلك باستخدام لوحة مفاتيح «بيانو» وآلة ايقاع وجهاز تسجيل.

## الالبومات
- Rappa Ternt Sanga (2005)
- Epiphany (2007)
- Thr33 Ringz (2008)
- RevolveЯ (2011)
- 2012) Stoic)

## روابط خارجية
- تي-بين على موقع IMDb (الإنجليزية)
- تي-بين على موقع روتن توميتوز (الإنجليزية)
- تي-بين على موقع ميوزك برينز (الإنجليزية)
- تي-بين على موقع رولينغ ستون (الإنجليزية)
- تي-بين على موقع إن إن دي بي (الإنجليزية)
- تي-بين على موقع أول ميوزيك (الإنجليزية)
- تي-بين على موقع ديسكوغز (الإنجليزية)
- تي-بين على موقع ديسكوغز (الإنجليزية)
- تي-بين على موقع قاعدة بيانات الفيلم (الإنجليزية)